# Чемпионат Европы по водным видам спорта 1966
11-й чемпионат Европы по водным видам спорта прошёл с 20 по 27 августа 1966 года в Утрехте (Нидерланды). Программа чемпионата включала в себя соревнования по плаванию, прыжкам в воду и водному поло. Всего было разыграно 23 комплекта наград.

## Медалисты

### Плавание

#### Мужчины
| Дисциплины                       | Золото                                                                           | Золото  | Серебро                                                                     | Серебро | Бронза                                                                | Бронза  |
| -------------------------------- | -------------------------------------------------------------------------------- | ------- | --------------------------------------------------------------------------- | ------- | --------------------------------------------------------------------- | ------- |
| 100 м вольным стилем             | Роберт Макгрегор (Великобритания)                                                | 53,7    | Леонид Ильичёв (СССР)                                                       | 54,3    | Удо Позер (ГДР)                                                       | 54,8    |
| 400 м вольным стилем             | Франк Виганд (ГДР)                                                               | 4.11,1  | Семён Белиц-Гейман (СССР)                                                   | 4.13,2  | Ален Москони (Франция)                                                | 4.13,6  |
| 1500 м вольным стилем            | Семён Белиц-Гейман (СССР)                                                        | 16.58,5 | Алан Кимбер (Великобритания)                                                | 17.13,2 | Александр Плетнёв (СССР)                                              | 17.17,9 |
| 200 м на спине                   | Юрий Громак (СССР)                                                               | 2.12,9  | Хайме Монсо (Испания)                                                       | 2.15,7  | Йоахим Ротер (ГДР)                                                    | 2.16,7  |
| 200 м брассом                    | Георгий Прокопенко (СССР)                                                        | 2.30,0  | Александр Тутакаев (СССР)                                                   | 2.30,3  | Эгон Хеннингер (ГДР)                                                  | 2.30,5  |
| 200 м баттерфляем                | Валентин Кузьмин (СССР)                                                          | 2.10,2  | Хорст-Гюнтер Грегор (ГДР)                                                   | 2.10,6  | Анатолий Скавронский (СССР)                                           | 2.11,2  |
| 400 м комплексным плаванием      | Франк Виганд (ГДР)                                                               | 4.47,9  | Андрей Дунаев (СССР)                                                        | 4.48,7  | Клаус Катцур (ГДР)                                                    | 4.55,7  |
| Эстафета 4×100 м вольным стилем  | ГДР · Франк Виганд · Удо Позер · Хорст-Гюнтер Грегор · Петер Зоммер              | 3.36,8  | СССР · Леонид Ильичёв · Виктор Мазанов · Георгий Куликов · Владимир Шувалов | 3.37,5  | Швеция · Лестер Эрикссон · Йёран Янссон · Ингвар Эрикссон · Ян Лундин | 3.39,0  |
| Эстафета 4×200 м вольным стилем  | СССР · Леонид Ильичёв · Семён Белиц-Гейман · Александр Плетнёв · Евгений Новиков | 8.00,2  | ГДР · Хорст-Гюнтер Грегор · Альфред Мюллер · Удо Позер · Франк Виганд       | 8.01,6  | Швеция · Лестер Эрикссон · Олле Ферм · Ингвар Эрикссон · Ян Лундин    | 8.04,3  |
| Комбинированная эстафета 4×100 м | СССР · Виктор Мазанов · Георгий Прокопенко · Валентин Кузьмин · Леонид Ильичёв   | 4.02,4  | ГДР · Юрген Дитце · Эгон Хеннингер · Хорст-Гюнтер Грегор · Франк Виганд     | 4.02,9  | Йожеф Чикань Ференц Ленкеи Акош Гуйаш Иштван Сентирмаи                | 4.05,9  |

#### Женщины
| Дисциплины                       | Золото                                                                         | Золото | Серебро                                                                                | Серебро | Бронза                                                                              | Бронза |
| -------------------------------- | ------------------------------------------------------------------------------ | ------ | -------------------------------------------------------------------------------------- | ------- | ----------------------------------------------------------------------------------- | ------ |
| 100 м вольным стилем             | Мартина Грунерт (ГДР)                                                          | 1.01,2 | Юдит Туроци (Венгрия)                                                                  | 1.02,1  | Полин Силлетт (Великобритания)                                                      | 1.02,5 |
| 400 м вольным стилем             | Клод Мандонно (Франция)                                                        | 4.48,2 | Ада Кок (Нидерланды)                                                                   | 4.48,7  | Тамара Соснова (СССР)                                                               | 4.50,1 |
| 100 м на спине                   | Кристин Карон (Франция)                                                        | 1.08,1 | Линда Ладгроув (Великобритания)                                                        | 1.08,9  | Кристина Балабан (Румыния)                                                          | 1.09,7 |
| 200 м брассом                    | Галина Прозуменщикова (СССР)                                                   | 2.40,8 | Ирина Позднякова (СССР)                                                                | 2.41,9  | Джиллиан Слэттери (Великобритания)                                                  | 2.47,9 |
| 100 м баттерфляем                | Ада Кок (Нидерланды)                                                           | 1.05,6 | Хайке Хустеде (ФРГ)                                                                    | 1.06,3  | Эйла Пюрхёнен (Финляндия)                                                           | 1.07,8 |
| 400 м комплексным плаванием      | Элизабет Хёкелс (Нидерланды)                                                   | 5.25,0 | Хайди Пехштайн (ГДР)                                                                   | 5.26,0  | Людмила Хазиева (СССР)                                                              | 5.28,4 |
| Эстафета 4×100 м вольным стилем  | СССР · Наталия Сипченко · Антонина Руденко · Наталья Устинова · Тамара Соснова | 4.11,3 | Швеция · Ингрид Густавссон · Улла Ефверт · Анн-Карлотте Лилья · Анне-Кристине Хагберг  | 4.12,2  | Нидерланды · Катарина Бёмер · Мирьям ван Хемерт · Алберта Ветелинг · Лидия Схап     | 4.12,8 |
| Комбинированная эстафета 4×100 м | Нидерланды · Якоба Сиккенс · Маргретта Кок · Ада Кок · Тос Бёмер               | 4.36,4 | СССР · Наталья Михайлова · Галина Прозуменщикова · Татьяна Девятова · Антонина Руденко | 4.38,2  | Великобритания · Линда Ладгроув · Диана Харрис · Мэри-Энн Коттерилл · Полин Силлетт | 4.38,4 |

### Прыжки в воду

#### Мужчины
| Дисциплины   | Золото                 | Золото | Серебро                       | Серебро | Бронза                    | Бронза |
| ------------ | ---------------------- | ------ | ----------------------------- | ------- | ------------------------- | ------ |
| Трамплин 3 м | Михаил Сафонов (СССР)  | 155,27 | Трод Андерссон (Швеция)       | 146,30  | Джорджо Каньотто (Италия) | 146,21 |
| Вышка 10 м   | Клаус Дибиаси (Италия) | 162,92 | Брайан Фелпс (Великобритания) | 152,01  | Ежи Ковалевский (Польша)  | 143,13 |

#### Женщины
| Дисциплины   | Золото                   | Золото | Серебро                     | Серебро | Бронза                     | Бронза |
| ------------ | ------------------------ | ------ | --------------------------- | ------- | -------------------------- | ------ |
| Трамплин 3 м | Вера Бакланова (СССР)    | 136,59 | Делия Райнхард (ГДР)        | 136,05  | Тамара Федосова (СССР)     | 133,23 |
| Вышка 10 м   | Наталья Кузнецова (СССР) | 100,93 | Ингеборг Пертмайр (Австрия) | 94,52   | Габриэль Краусс Шёпе (ГДР) | 91,22  |

### Водное поло
| Дисциплины | Золото | Серебро | Бронза |
| ---------- | --- | --- | --- |
| Мужчины    | СССР · Вадим Гуляев · Владимир Кузнецов · Борис Гришин · Иосиф Земцов · Владимир Жмудский · Владимир Семёнов · Борис Попов · Валерий Пушкарёв · Александр Долгушин · Леонид Осипов · Игорь Грабовский | ГДР · Зигфрид Баллерштедт · Ганс-Георг Фен · Юрген Клюге · Ганс Ланге · Петер Рунд · Эрих Рушке · Клаус Шленкрих · Петер Шмидт · Юрген Тиль · Хайнц Виттиг · Вольфганг Цайн | Югославия · Озрен Боначич · Зоран Янкович · Рональд Лопатни · Джордже Перишич · Мирослав Поляк · Джюро Радан · Винко Росич · Златко Шименц · Мирко Сандич · Карло Стипанич · Иво Трумбич |

## Общий медальный зачёт
Страна — хозяин соревнований
| Место | Страна         | Золото | Серебро | Бронза | Всего |
| ----- | -------------- | ------ | ------- | ------ | ----- |
| 1     | СССР           | 12     | 7       | 5      | 24    |
| 2     | ГДР            | 4      | 6       | 5      | 15    |
| 3     | Нидерланды     | 3      | 1       | 1      | 5     |
| 4     | Франция        | 2      | 0       | 1      | 3     |
| 5     | Великобритания | 1      | 3       | 3      | 7     |
| 6     | Италия         | 1      | 0       | 1      | 2     |
| 7     | Швеция         | 0      | 2       | 2      | 4     |
| 8     | Венгрия        | 0      | 1       | 1      | 2     |
| 9     | Австрия        | 0      | 1       | 0      | 1     |
| 9     | Испания        | 0      | 1       | 0      | 1     |
| 9     | ФРГ            | 0      | 1       | 0      | 1     |
| 12    | Польша         | 0      | 0       | 1      | 1     |
| 12    | Румыния        | 0      | 0       | 1      | 1     |
| 12    | Финляндия      | 0      | 0       | 1      | 1     |
| 12    | Югославия      | 0      | 0       | 1      | 1     |
| Всего | Всего          | 23     | 23      | 23     | 69    |